# Чумба, Диксон
Диксон Киптоло Чумба — кенийский легкоатлет, который специализируется в марафоне. Серебряный призёр Мадридского марафона 2010 года с результатом 2:11.54. Победитель Римского марафона 2011 года — 2:08.45. На Франкфуртском марафоне 2011 года занял 7-е место. Победитель Эйндховенского марафона 2012 года с личным рекордом и рекордом трассы — 2:05:46.
На полумарафоне CPC Loop Den Haag 2012 года занял 9-е место. 20 октября 2013 года занял 8-е место на Амстердамском марафоне, показав время 2:10.15.

## Достижения
23 февраля 2014 года стал победителем Токийского марафона с рекордом трассы — 2:05.42. 27 июля финишировал 2-м на Боготинском полумарафоне — 1:04.10.
12 октября стал бронзовым призёром Чикагского марафона, установив личный рекорд — 2:04.32.
22 февраля 2015 года финишировал на 3-м месте на Токийском марафоне — 2:06.34.
В 2018 году вновь выиграл Токийский марафон, со вторым временем трассы 2:05.30, улучшив свой результат на 12 секунд.